# 신세영
신세영(申世影, 1926년 ~ 2010년 8월 22일)은 대한민국의 가수, 작곡가이다. 본명은 정정수.

## 생애
경상남도 부산 동래에서 출생하여 지난날 한때 경상남도 양산에서 잠시 유아기를 보낸 적이 있으며 대구에서 성장했다. 광복 직전 일본군에 강제 징집돼 만주 봉천을 거쳐 항구 전선에 투입됐다가 B-29기 폭격을 받아 병원에 이송된 후 일본의 패망 소식을 접했다. 1947년 오리엔트 레코드 주최 콩쿨에서 입상한 뒤 전속가수가 됐다. 1948년 '로맨스 항로'로 데뷔했다. '전선야곡'을 히트시켰다. 2010년 대한민국 대중문화예술상 대통령 표창이 추서되었다. 1981년 미국으로 건너갔다가 2004년에 비자를 반납하고 영구 귀국해 2010년 8월 22일 유명을 달리했다.

## 기타
- 예명 신세영은 당시 유명가수였던 신카나리아·장세정·이난영의 이름을 한 자씩 따서 신·세·영이라고 붙인 것이다.[2]
- 그는 광복 이후 현인에 이은 두 번째 대중가수였다.
- '전선야곡'은 1951년 박시춘이 곡을 구상해 작사가 유호에게 노랫말을 부탁한 곡이다. 박시춘은 남인수를 생각하고 곡을 썼지만, 오리엔트 레코드사 사장 이병주가 신세영을 추천했다.
- 1951년 신세영이 이 노래를 녹음한 날 어머니가 운명했다. 그는 생전에 이 노래를 부를 때면 항상 목이 메었는데, 생전 어머니에 대한 복받친 감회 때문이었다.[3]
- '전선야곡'은 2011년 영화 고지전에 삽입됐다.
- 히트곡으로는 '병원선' '무영탑 사랑' '영 너머 고갯길' '추억의 40계단' '타향일기' '추억의 다방' 등이 있다.
- 나훈아가 불러 유명한 '청춘을 돌려다오'를 작곡했다.[4]